# Нурми, Анне
А́нне Ну́рми (фин. Anne Nurmi; род. 22 августа 1968 года, Тампере) — финская рок-исполнительница, участница группы Lacrimosa (c 1994 года).

## Биография
Родилась 22 августа 1968 года в городе Тампере. В юности пела в церковном хоре и училась играть на органе. Позже освоила клавишные. С 1987 по 1993 год была клавишницей финской рок-группы Two Witches, в составе которой в альбоме Dead Dog’s Howl впервые выступила как вокалистка.

### Деятельность в составе Lacrimosa
В 1993 году познакомилась с Тило Вольффом, после чего покинула Two Witches для участия в проекте Lacrimosa. В начале 1994 года стала вторым постоянным музыкантом в составе Lacrimosa. До ухода в Lacrimosa встречалась с основателем и вокалистом Two Witches Юрки Вичем.
Занимается пошивом сценической одежды Lacrimosa. В начале своего участия в Lacrimosa не исполняла песен, затем подпевала, а в 1995 году записала первую сольную песню в составе группы — «No blind eyes can see». В Lacrimosa первое время выступала в образе садо-мазо принцессы — одевалась в весьма откровенные кожаные и латексные наряды, но в дальнейшем выбрала более спокойный стиль, который можно отнести больше к классическому готическому имиджу. О своём образе Нурми говорит так: «Готика — это, конечно, внутреннее состояние, но внешнее выражение тоже имеет значение!».
В составе Lacrimosa написала следующие песни:
1. «No Blind Eyes Can See» — альбом Inferno, 1995 год
2. «Not Every Pain Hurts» — альбом Stille, 1997 год
3. «Make It End» — альбом Stille, 1997 год
4. «The Turning Point» — альбом Elodia, 1999 год
5. «Senses» — альбом Fassade, 2001 год
6. «A Prayer For Your Heart» — альбом Sehnsucht, 2009 год
7. «My Pain» — альбом Testimonium, 2017 год
8. «The Daughter of Coldness» — альбом Leidenschaft, 2021 год
9. «Dark is the Night» — альбом Lament, 2025 год

В альбоме Sehnsucht Нурми совместно с Тило Вольффом продюсировала трек «Feuer». Также она написала текст песни «If the World Stood Still a Day» в альбоме Revolution.